# Indywidualne Mistrzostwa Polski na Żużlu 1957
Indywidualne Mistrzostwa Polski na Żużlu 1957 – zawody żużlowe, mające na celu wyłonienie medalistów indywidualnych mistrzostw Polski w sezonie 1957. Rozegrano cztery turnieje ćwierćfinałowe, dwa półfinały oraz finał, w którym zwyciężył Marian Kaiser.

## Finał
- Rybnik, 18 sierpnia 1957
- Sędzia:

| Msc. | Zawodnik               | Klub           | Pkt |             |  |
| ---- | ---------------------- | -------------- | --- | ----------- |  |
| 1    | Marian Kaiser          | Warszawa       | 15  | (3,3,3,3,3) |  |
| 2    | Joachim Maj            | Rybnik         | 14  | (3,2,3,3,3) |  |
| 3    | Edward Kupczyński      | Wrocław        | 11  | (1,3,2,2,3) |  |
| 4    | Stanisław Tkocz        | Rybnik         | 11  | (2,1,3,3,2) |  |
| 5    | Paweł Waloszek         | Katowice       | 10  | (3,1,3,2,1) |  |
| 6    | Tadeusz Teodorowicz    | Wrocław        | 10  | (1,3,1,2,3) |  |
| 7    | Marian Philipp         | Rybnik         | 9   | (3,2,0,2,2) |  |
| 8    | Mieczysław Połukard    | Bydgoszcz      | 9   | (2,2,3,1,1) |  |
| 9    | Konstanty Pociejkowicz | Wrocław        | 8   | (1,3,2,d,2) |  |
| 10   | Józef Wieczorek        | Rybnik         | 7   | (2,2,1,2,0) |  |
| 11   | Jan Malinowski         | Bydgoszcz      | 3   | (0,0,2,1,0) |  |
| 12   | Paweł Mirowski         | Łódź           | 3   | (0,1,w,0,2) |  |
| 13   | Norbert Świtała        | Bydgoszcz      | 3   | (2,0,1)     |  |
| 14   | Janusz Kościelak       | Rzeszów        | 2   | (0,0,1,0,1) |  |
| 15   | Henryk Żyto            | Leszno         | 2   | (1,1,0,0,d) |  |
| 16   | Rajmund Świtała        | Bydgoszcz      | 1   | (0,0,0,1,0) |  |
|      | rez. Stanisław Rurarz  | Świętochłowice |     | (ns)        |  |
|      | rez. Kazimierz Bentke  | Ostrów Wlkp.   |     | (1,1)       |  |